# All Saints (DLR)
All Saints is een station van de Docklands Light Railway in de Londense wijk Poplar in de London Borough of Tower Hamlets in het oosten van de regio Groot-Londen. Het station ligt aan de Stratford Branch van de DLR en werd geopend in 1987.